# ドロホブィチ
ドロホブィチ（ウクライナ語:Дрогóбич）はウクライナ西部のリヴィウ州の都市。人口は73,682人（2022年）。

## 歴史
キエフ大公国の時代から町があったという伝説がある。それによるとブィチという塩の交易をするための集落であった。町はクマン人に破壊され、生き残った者たちが近くに「第二のヴィチ」を意味するドロホブィチを再建した。しかし学者たちは地名研究から、この伝説には懐疑的である。
1387年、リヴィウの町の記録にドロホブィチの名が初めて登場する。1392年、ヨガイラが最初のカトリックの聖堂を建設するように命じた。ポーランド・リトアニア共和国においては、この地のスタロストフォ（王領地 / 代官統治地域）の中心となった。
15世紀にはアレクサンデル王によってマクデブルク法の適用を受け、16世紀にかけて製塩産業の中心地の1つであった。17世紀初頭からはウクライナ東方カトリック教会も町にできた。1648年、フメリニツキーの乱ではコサックが町（と聖堂）を蹂躙し、ポーランド人、ウクライナ人、ユダヤ人が殺された。多くが殺戮されたが、襲撃を免れた鐘楼に隠れていた者だけは生き残った。
1772年、第一次ポーランド分割で町はオーストリア領となる。この地区で石油が発見され、ドロホブィチは石油や天然ガス産業の中心地となった。第一次世界大戦後は、ポーランド（第2共和国）に編入される。
1939年、ウクライナ・ソビエト社会主義共和国に併合されドロホブィチ州の中心都市となった。1940年にかけてポーランド人はカルパティア山脈を越えてソビエトからハンガリーに脱出した。1941年、ナチス・ドイツによって占領される。大きなユダヤ人社会があったために、ドロホブィチにはゲットーが作られた。ゲットーは1943年にナチスによって破壊されるまで存在した。1944年、ソビエト軍に解放され、1959年にリヴィウ州に吸収されるまでドロホブィチ州の中心都市であった。ソビエト時代は、石油精製産業、機械工業など西ウクライナにおける重要な工業都市であり続けた。

## 民族構成
1869年の人口調査では、市の人口16,880人のうち、ウクライナ人は28.7%、ポーランド人（カトリック教徒）は23.2%、ユダヤ人は47.7%であった。およそ1世紀後の1959年では、ウクライナ人は70%、ロシア人は22%、ポーランド人は3%、ユダヤ人は2%であった。

## 姉妹都市
- バッファロー、アメリカ合衆国
- レグニツァ、ポーランド
- オレツコ（英語版）、ポーランド
- オストシェシュフ（英語版）、ポーランド
- デンブリン（英語版）、ポーランド

## ゆかりの人物
- カジミェシュ・ヴィエジンスキ - ポーランドの詩人
- ブルーノ・シュルツ - ユダヤ系の作家
- エリザベート・ベルクナー - イギリスの女優
- エフライム・モーシェ・リリエン - オーストリアの画家、イラストレーター
- モルデカイ・ロシュワルト - アメリカの小説家
- フリスティナ・ソロヴィ - ウクライナのフォークシンガーソングライター